# Short Range Certificate
Das Short Range Certificate (SRC) ist ein international gültiges Funkbetriebszeugnis. Es berechtigt den Inhaber zur Teilnahme am Mobilen Seefunkdienst auf UKW auf Sportbooten sowie auf Schiffen, die nicht der Funkausrüstungspflicht unterliegen. Es schließt die Bedienung von Seefunkstellen auf UKW und Sicherheitsfunksystemen (GMDSS) ein, nicht aber die Bedienung von Schiffsfunkstellen (Binnenfunk).
Das Zeugnis stimmt mit dem Artikel 47 der Vollzugsordnung für den Funkdienst überein.

## Short Range Certificate in Deutschland

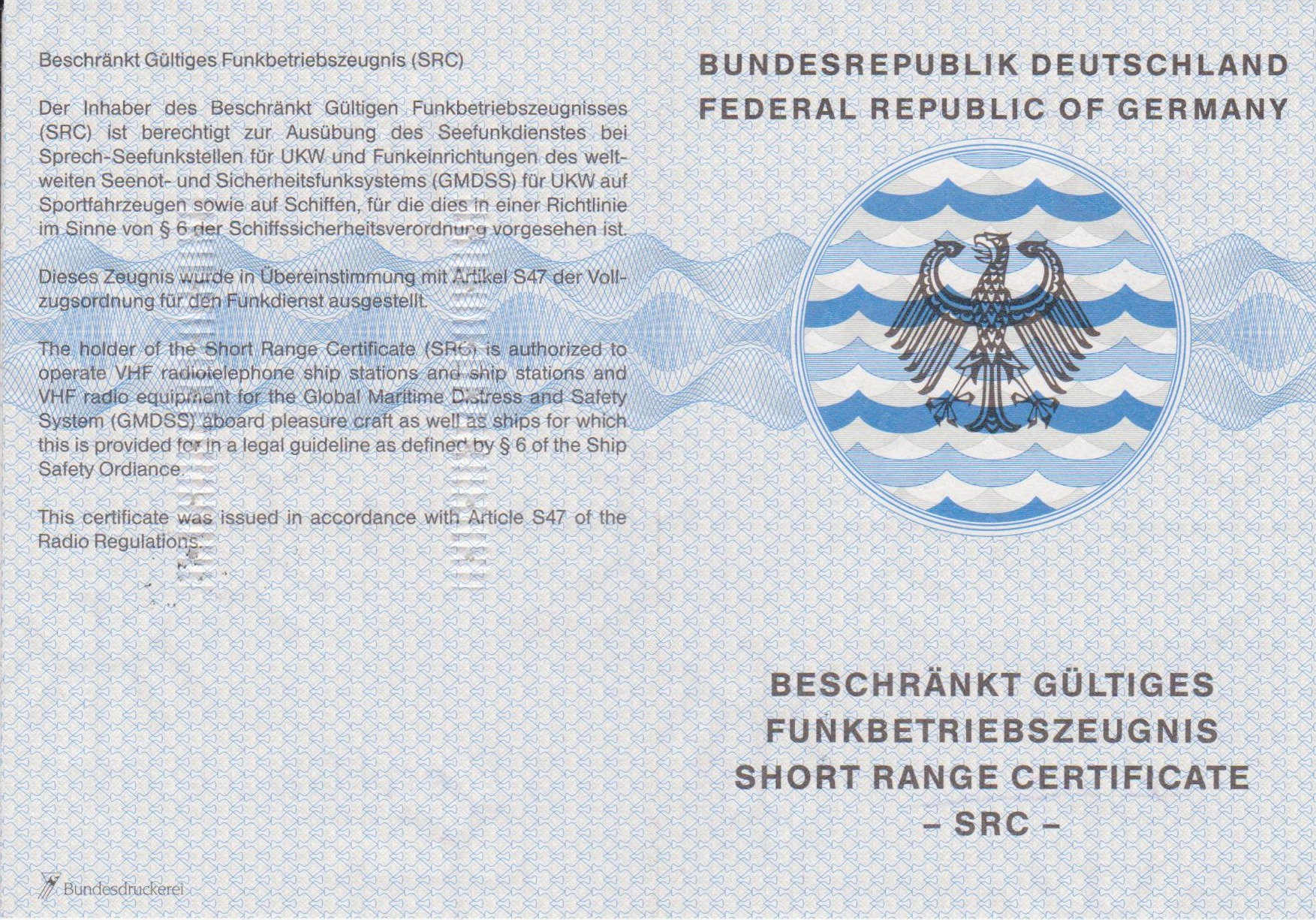
Das deutsche beschränkt gültige Funkbetriebszeugnis

Das Short Range Certificate, das in Deutschland ausgegeben wird, heißt beschränkt gültiges Funkbetriebszeugnis.

## Short Range Certificate in den Niederlanden und Belgien
Das Short Range Certificate, das in den Niederlanden und Belgien ausgegeben wird, heißt Marcom B.

## Short Range Certificate in Österreich
In Österreich heißt das Short Range Certificate UKW-Betriebszeugnis II.

## Short Range Certificate der Schweiz
In der Schweiz wird das Short Range Certificate Beschränkt gültiges Betriebszeugnis für die Sportschiffahrt genannt.